# 金生町
金生町（きんせいちょう）は、愛媛県の東予地方の宇摩郡にあった町である。1948年（昭和23年）4月1日に金生村が町制施行し成立し、1954年（昭和29年）に川之江町、妻鳥村、上分町、金生町、川滝村、金田村の3町3村の合併、市制施行により川之江市となり、自治体としては消滅した。その後、川之江市は平成の大合併で四国中央市となり、現在に至っている。香川県境に位置する。

## 地理
金生川およびその支流の山田井川流域。山田井川は香川県との境付近の山々から支流を集めつつ西流し、下分で金生川に合流する。流域に沿って谷底平野を形成している。
現在は当地内を高松自動車道が概ね南北に貫通し、山田井トンネル、鳥越トンネル（県境）等がある。
山
金見山、大谷山（いずれも香川県境）
河川
金生川、山田井川
村名の由来
金生川に由来する。なお、金生川は砂金が採れたことに由来するとされる。

## 歴史

### 略史
古代以前
- 向山古墳がある。

江戸時代
めまぐるしく変遷を遂げている。別子銅山に穀物などを供給した。
- はじめ松山藩領
- 1636年（寛永13年）　一柳氏領
- 1643年（寛永20年）　幕府領、松山藩預かり
- 1677年（延宝5年）　大坂代官所の支配下に
- 1721年（享保6年）　松山藩預かり
- 1868年（慶応4年）　川之江陣屋を土佐藩が接収し、当村付近一帯は同藩の支配下に入る

明治以降
- 1902年（明治35年）　山田井字大下に山田井尋常小学校の校舎設置
- 1902年（明治35年）　阿波へと通じる国道が開通（現在の国道192号）
- 1912年（明治45年）　山田井字切山に分教場設置

### 村の沿革
- 1889年（明治22年）12月15日 - 町村制施行に伴い、下分（しもぶん）村及び山田井（やまだい）村の区域をもって、宇摩郡金生村（きんせいむら）が発足する。
- 1948年（昭和23年）4月1日 金生村が町制施行し、金生町となる。
- 1954年（昭和29年）11月1日 - 宇摩郡川之江町、妻鳥村、上分町、金生町、川滝村及び金田村が合併し、川之江市が発足する。

```
金生村・金生町の系譜
（町村制実施以前の村）　（明治期）　　　　　　　（昭和の合併）　（平成の合併）
　　　　　　　　　　　　町村制施行時
　　　　　　　　　　　　　　　　　　　昭和23年4月1日
下分　　━━━━┓　　　　　　　　　　　町制施行
　　　　　　　　┣━━金生村━━━━━━金生町━━┓
山田井　━━━━┛　　　　　　　　　　　　　　　　┃昭和29年11月1日
　　　　　　　　　　　　　　　　　あ　　　　　う　┃合併・市制施行　
　　　　　　　　　　　川之江村━川之江町━━━┳━╋川之江市━┓
　　　　　　　　　　　二名村━━━━━━━━━┛　┃　　　　　┃
　　　　　　　　　　　妻鳥村━━━━━━━━━━━┫　　　　　┃
　　　　　　　　　　　　　　　　　　い　　　　　　┃　　　　　┃
　　　　　　　　　　　上分村━━━━上分町━━━━┫　　　　　┃
　　　　　　　　　　　金田村━━━━━━━━━━━┫　　　　　┃
　　　　　　　　　　　川滝村━━━━━━━━━━━┛　　　　　┃
　　　　　　　　　　　　　　　　　　　　　　　　　　　　　　　┃平成16年4月1日
　　　　　　　　　　　　　　　　　　　　　　　　　　　　　　　┃新設合併
　　　　　　　　　　　　　　　　　　　　　　　　　　　　　　　┣四国中央市
　　　　　　　　　　　　　　　　　　　　伊予三島市━━━━━━┫
　　　　　　　　　　　　　　　　　　　　新宮村━━━━━━━━┫
　　　　　　　　　　　　　　　　　　　　土居町━━━━━━━━┛
　　　　　　　　　　　　　　　　　　　　　　　　　
あ – 明治31年12月21日 川之江村が町制施行、川之江町に
い – 大正2年1月1日 上分村が町制施行し、上分町に
う – 昭和29年3月31日 川之江町が二名村を編入

（注記）金生町以外の合併以前の系譜はそれぞれの市町村の記事を参照のこと。

```

## 地域
明治の合併前の旧2か村がそのまま大字となった。山田井の東部の切山集落は平家の落人伝説が残る。
下分（しもぶん）、山田井（やまだい）
昭和の合併により川之江市になってから、「金生町」を冠する。
例　川之江市金生町下分
平成の合併により四国中央市になってからは、「川之江市」を「四国中央市」に読み替える。
例　四国中央市金生町下分

## 学校
- 金生第一小学校
- 金生第二小学校

## 産業
製紙工場が林立し家庭紙などを産する。
農業では米作、柑橘類栽培など。

## 交通
北部を国鉄予讃本線が通るが駅は町内にはない。最寄り駅は川之江駅。

## 名所
- 真鍋家住宅
- 切山